# Перло (Аверон)
Перло́ (фр. Peyreleau, окс. Peiralèu) — коммуна во Франции, находится в регионе Окситания. Департамент — Аверон. Административный центр кантона Перло. Округ коммуны — Мийо.
Код INSEE коммуны — 12180.
Коммуна расположена приблизительно в 530 км к югу от Парижа, в 160 км северо-восточнее Тулузы, в 55 км к востоку от Родеза.

## Население
Население коммуны на 2008 год составляло 73 человека.
| 1962 | 1968 | 1975 | 1982 | 1990 | 1999 | 2008 |
| ---- | ---- | ---- | ---- | ---- | ---- | ---- |
| 51   | 95   | 110  | 100  | 77   | 70   | 73   |

## Экономика
В 2007 году среди 49 человек в трудоспособном возрасте (15—64 лет) 38 были экономически активными, 11 — неактивными (показатель активности — 77,6 %, в 1999 году было 75,0 %). Из 38 активных работали 32 человека (16 мужчин и 16 женщин), безработных было 6 (2 мужчин и 4 женщины). Среди 11 неактивных 3 человека были учениками или студентами, 4 — пенсионерами, 4 были неактивными по другим причинам.

## Достопримечательности
- Замок Триаду (XVI век). Памятник истории с 1944 года[3]
- Башня Карре, или Башня с часами (1617 год)

## Фотогалерея

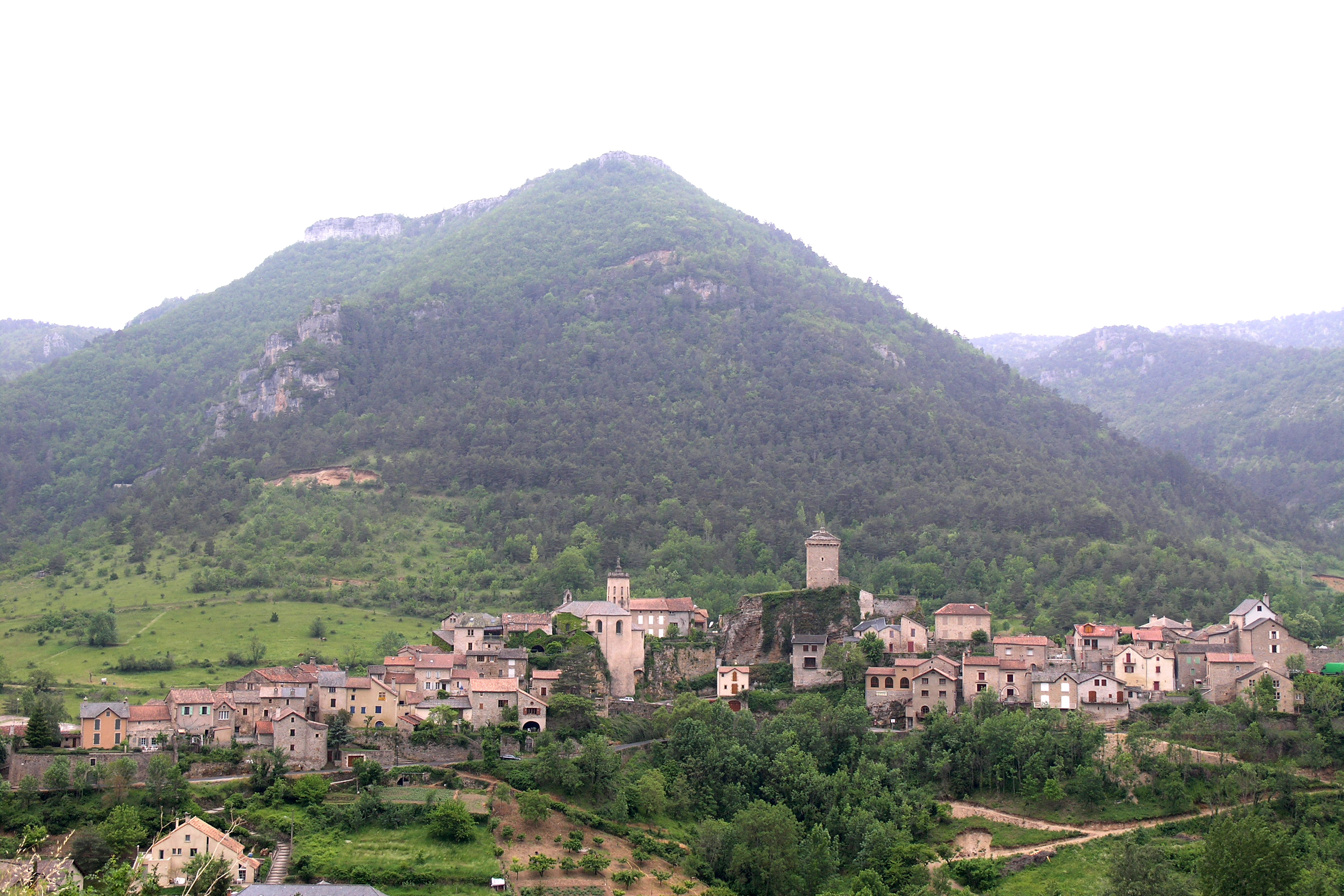
Перло
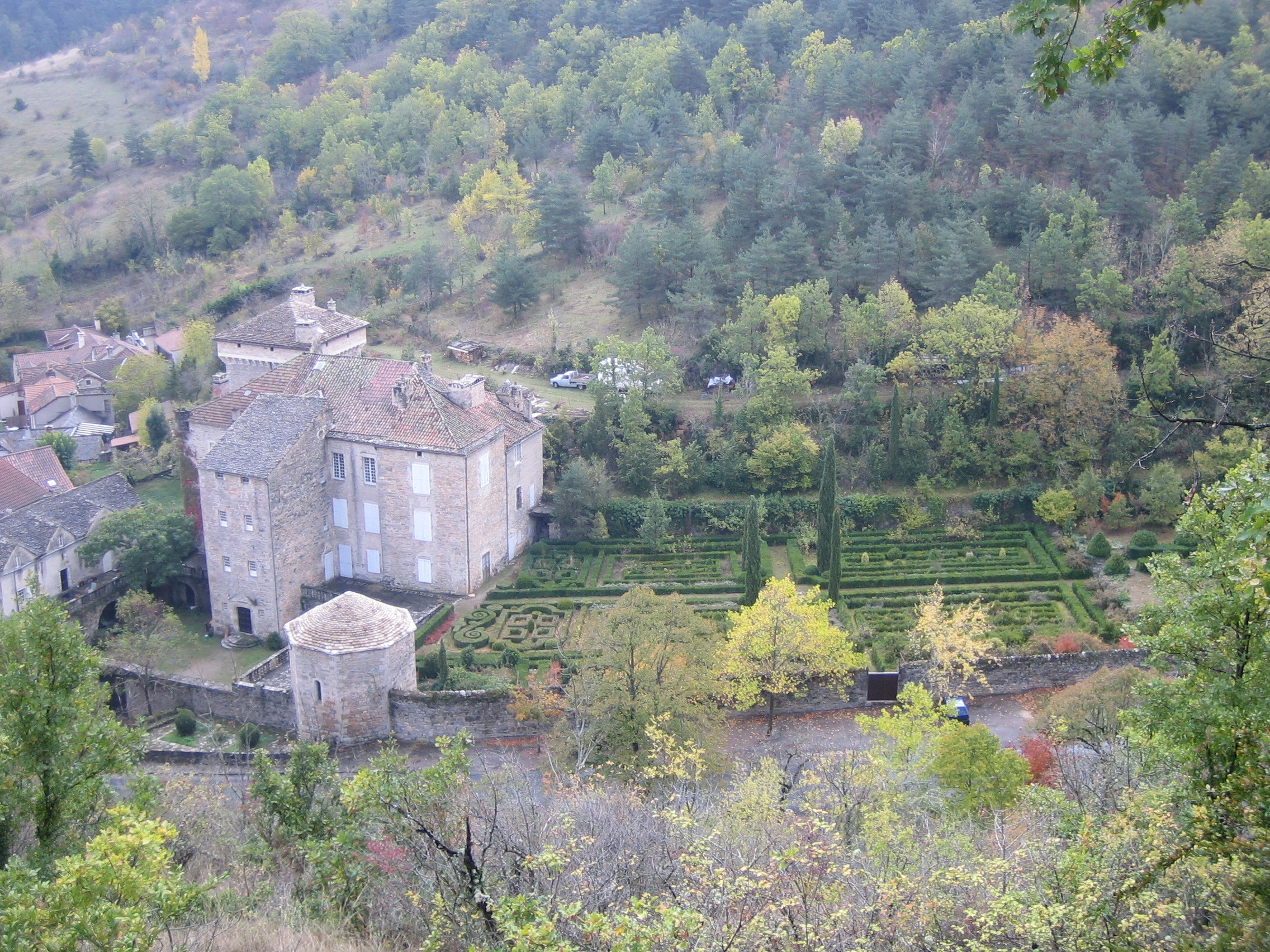
Замок Триаду
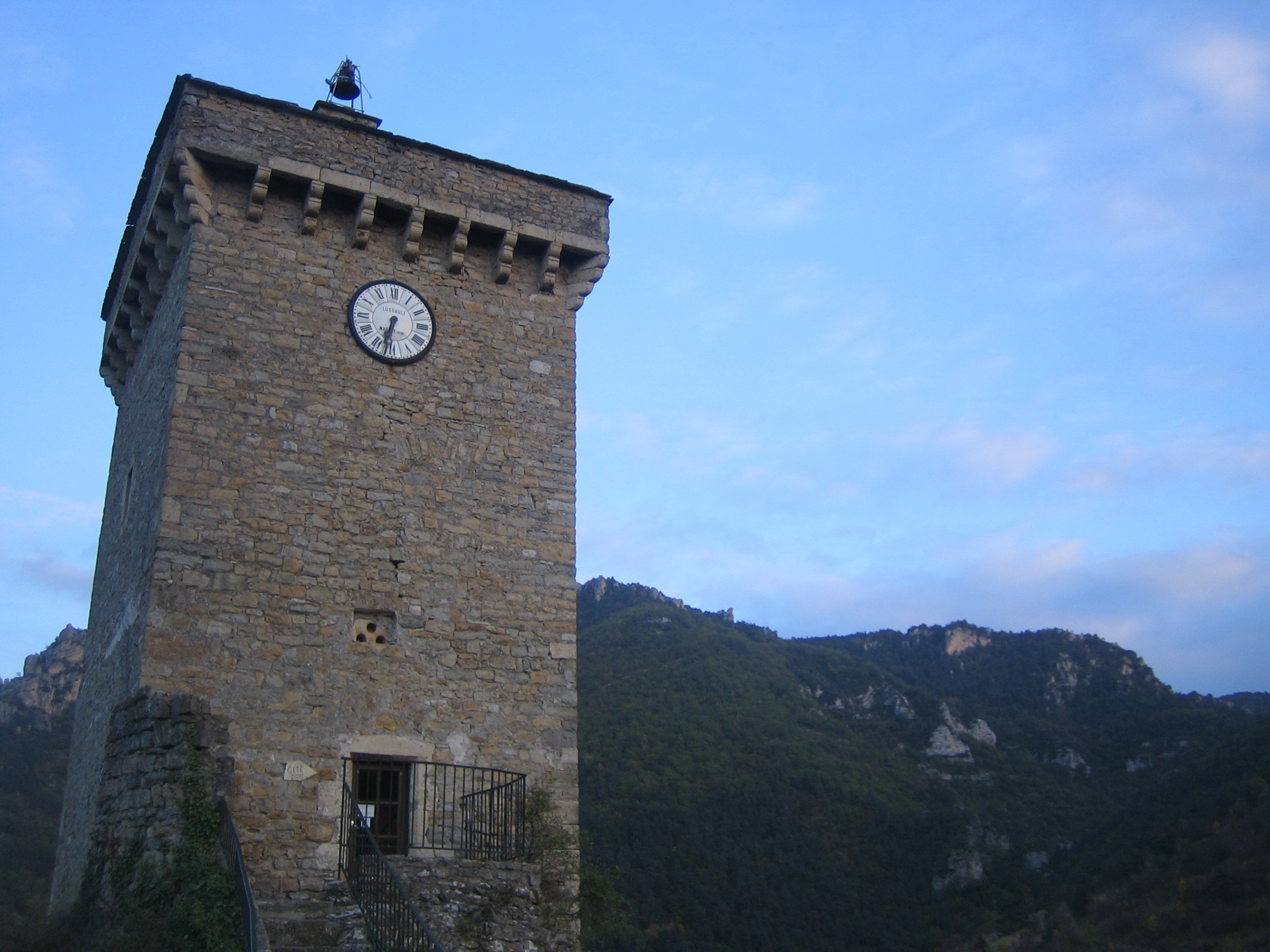
Башня Карре